# Anabate de Lichtenstein
Anabacerthia lichtensteini
Espèce
Synonymes
- Philydor lichtensteini Cabanis & Heine, 1860[1]

Statut de conservation UICN

LC : Préoccupation mineure
L'Anabate de Lichtenstein (Anabacerthia lichtensteini) est une espèce d'oiseaux de la famille des Furnariidae. Cette espèce est présente dans le Sud-Est du Brésil, au Paraguay et en Argentine.

## Systématique
L'espèce Anabacerthia lichtensteini a été décrite pour la première fois en 1860 par les ornithologues allemands Jean Cabanis (1816-1906) et Ferdinand Heine (1809-1894) sous le protonyme de Philydor lichtensteini.